# Обеспечение кредита
Обеспечение кредита — механизм гарантии возврата кредита, защищающий права кредитора; ряд условий, благодаря которым кредитор получает уверенность в том, что долг будет ему возвращён. Заёмщик может оставлять некоторые материальные ценности (например, автомобиль или недвижимость) в качестве залога для получения кредита, который затем становится обеспеченным долгом перед кредитором, выдавшим кредит. Таким образом, задолженность обеспечена залогом, и в случае дефолта заёмщика кредитор вступает во владение активом, используемым в качестве её обеспечения; он может продать его, чтобы вернуть часть или всю сумму, первоначально предоставленную заёмщику. Примером является отчуждение жилья за долги. С точки зрения кредитора, это категория долга, в которой предоставлена часть пакета прав на указанное имущество. Если продажа обеспечения не соберёт достаточно денег, чтобы погасить долг, кредитор часто может получить решение о взыскании недостачи с заёмщика на оставшуюся сумму. Финансовая компания в [./Https://kievcredit.ar.nf/ Киеве кредитует под залог] 
Противоположностью обеспеченного долга/займа является необеспеченный долг, который не связан ни с каким конкретным объектом имущества. Обеспеченный долг, как правило, имеет более низкие процентные ставки, чем необеспеченный из-за дополнительной страховки для кредитора; однако кредитный риск (например, кредитная история и способность погашать долги) и ожидаемая доходность для кредитора также являются факторами, влияющими на процентные ставки.

## Цель
У обеспечения кредита имеются две цели. Во первых, предоставляя обеспеченный кредит, кредитор освобождается от большинства финансовых рисков, поскольку это позволяет кредитору вступать во владение имуществом в случае, если долг не погашен должным образом. С другой стороны должники могут получать кредиты на более выгодных условиях, чем те, которые доступны для необеспеченного долга, или же получить кредит в таких условиях, когда необеспеченный кредит вообще не будет выдан. Для обеспеченного кредита кредитор может предложить более привлекательные процентные ставки и сроки погашения.

## Типы
- Ипотечный кредит — это обеспеченный кредит, в котором залогом является имущество, например жильё.
- Ссуда без права регресса — это кредит, обеспеченный залогом (например недвижимостью), за который заёмщик не несёт какой-либо иной ответственности, помимо залога.
- Отчуждение заложенного имущества — это юридический процесс, при котором заложенное имущество продается для погашения задолженности неплательщика.